# Ян Собоцинський
Ян Собоцинський (пол. Jan Sobociński, нар. 20 березня 1999, Лодзь) — польський футболіст, захисник клубу ЛКС (Лодзь).

## Клубна кар'єра
Народився 20 березня 1999 року в місті Лодзь. Вихованець футбольної школи клубу ЛКС (Лодзь). Для отримання ігрової практики у другій половині сезону 2017/18 грав на правах оренди за клуб третього дивізіону «Гриф» (Вейгерово), після чого повернувся в рідний ЛКС (Лодзь). Там у сезоні 2018/19 відіграв за команду з Лодзя 30 матчів в другому дивізіоні і допоміг команді зайняти друге місце та вийти до Екстракласи.

## Виступи за збірну
2019 року у складі молодіжної збірної Польщі поїхав на домашній молодіжний чемпіонат світу. На турнірі зіграв у 4 матчах, а команда вилетіла на стадії 1/8 фіналу.